# Nowińska Góra
Nowińska Góra (710 m) – szczyt w Paśmie Jaworzyny w  Beskidzie Sądeckim. Wraz z Koziejówką (636 m) i  Wielkim Łazkiem (698 m) znajduje się w niskim grzbiecie opadającym do doliny rzeki Muszynka w Muszynie. Jest w tym grzbiecie najdalej wysunięta na północ. Jej zachodnie stoki opadają do doliny Złockiego Potoku, a wschodnie do doliny potoku Jastrzębik. Po jej północnej stronie potoki te zbliżają się do siebie tak, że dzieli je tylko wąski grzbiet.
Nowińska Góra znajduje się na granicy miejscowości Złockie i Jastrzębik i jest w większości zalesiona, ale od wschodniej strony pola uprawne miejscowości  Jastrzębik podchodzą pod sam jej wierzchołek. U wschodnich i zachodnich podnóży Nowińskiej Góry (w Złockiemi w Jastrzębiku) znajdują się  źródła wód mineralnych, a u podnóży północnych w wąskim grzbiecie między Złockim Potokiem i potokiem Jastrzębik są wulkanicznego pochodzenia mofety, w których następują wyziewy gazów, głównie dwutlenku węgla.